# Hadžibajir
Hadžibajir je naselje v občini Kozarska Dubica, Bosna in Hercegovina. 

## Deli naselja
Adžići, Bognari, Čavrići, Hadžibajir, Kostići, Radulovići, Šuvaci in Tamamovići.

## Prebivalstvo
| Pregled števila prebivalcev po letih | Pregled števila prebivalcev po letih | Pregled števila prebivalcev po letih | Pregled števila prebivalcev po letih | Pregled števila prebivalcev po letih | Pregled števila prebivalcev po letih |
| ------------------------------------ | ------------------------------------ | ------------------------------------ | ------------------------------------ | ------------------------------------ | ------------------------------------ |
| 1948                                 | 1953                                 | 1961                                 | 1971                                 | 1981                                 | 1991                                 |
| -                                    | -                                    | -                                    | 403                                  | 506                                  | 508                                  |

| Narodna sestava prebivalstva po letih                                                                                       | Narodna sestava prebivalstva po letih                                                                                          | Narodna sestava prebivalstva po letih                                                                                       |
| --- | --- | --- |
| 1971 | 1981 | 1991 |
| . skupaj: 403 Srbi 391 (97,02 %) Hrvati 12 (2,97 %) Muslimani 0 (0,00 %) Jugoslovani 0 (0,00 %) drugi in neznano 0 (0,00 %) | . skupaj: 506 Srbi 328 (64,82 %) Hrvati 9 (1,77 %) Muslimani 0 (0,00 %) Jugoslovani 143 (28,26 %) drugi in neznano 26 (5,13 %) | . skupaj: 508 Srbi 463 (91,14 %) Hrvati 8 (1,57 %) Muslimani 1 (0,19 %) Jugoslovani 33 (6,49 %) drugi in neznano 3 (0,59 %) |